# Glashütte Steinkrug

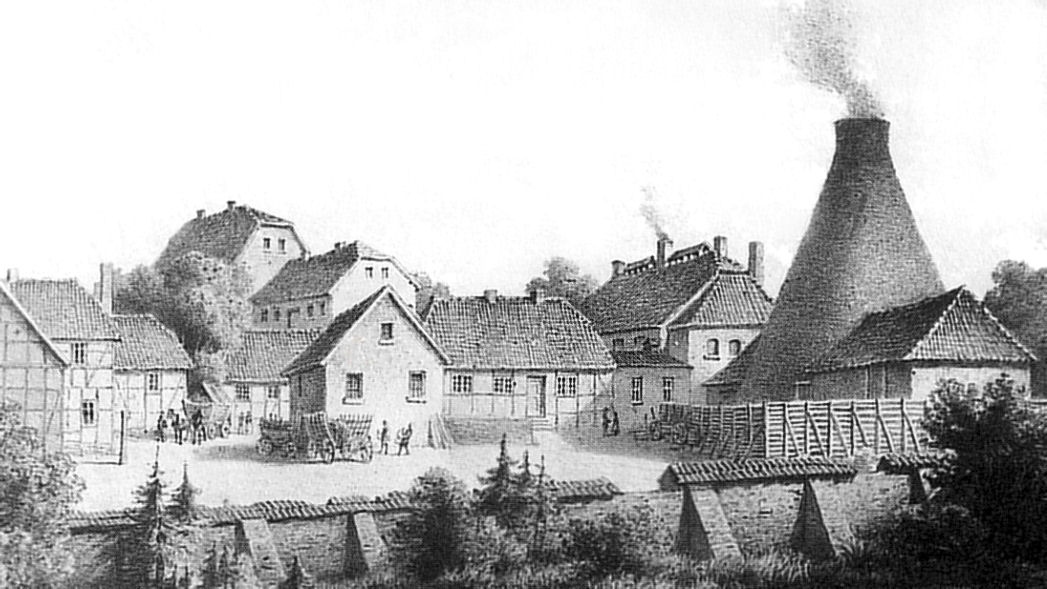
Die Glashütte mit Glashüttenturm um 1860

Die Glashütte Steinkrug war eine Glashütte am Waldrand des Deisters in Steinkrug, die von 1809 bis 1928 Glas produzierte. Gründer war Freiherr Wilhelm Carl Ernst Knigge (1771–1839), dem das nahe gelegene Gut Bredenbeck gehörte. Heute stehen die baulichen Überreste mit dem markanten, 13 m hohen Glashüttenturm als Industriedenkmal unter Denkmalschutz. 2013 stellte der Verein Forum Glas aus Bad Münder, der die Glasgeschichte in der Deister-Süntel-Region fördert, nahe der Glashütte eine Informationstafel als Glasstele auf.

## Lage

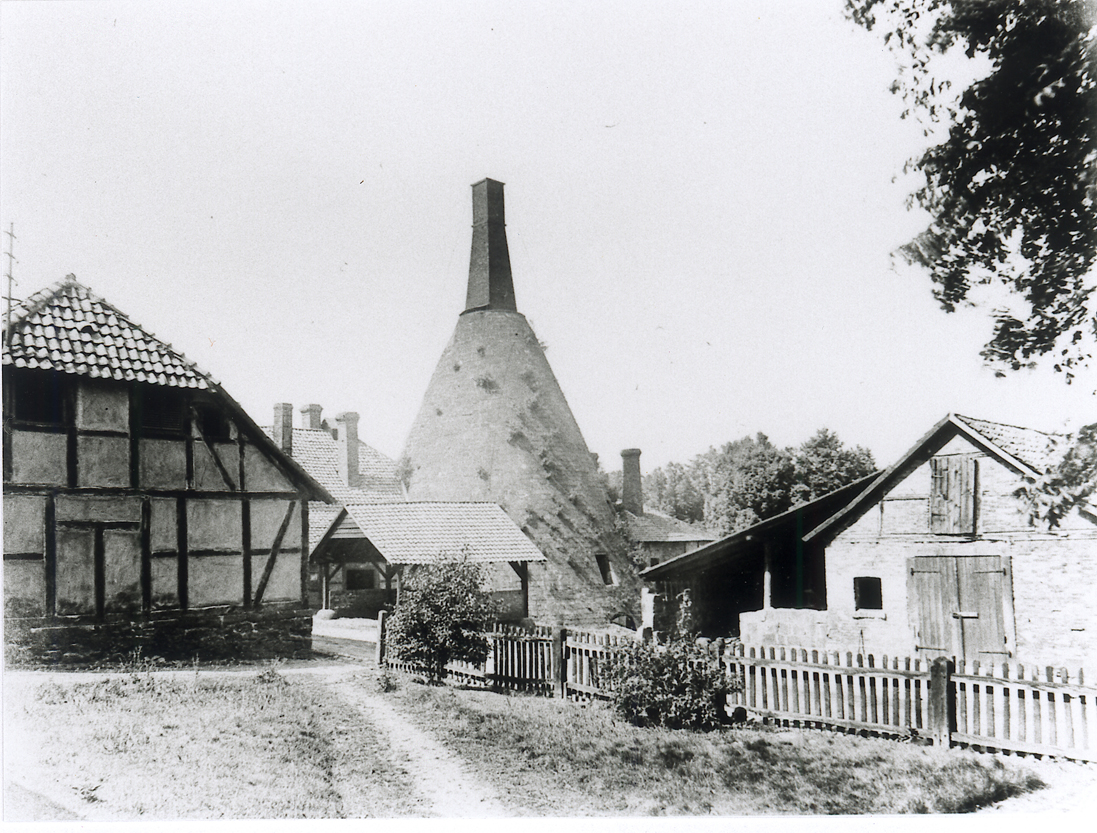
Die Glashüttengebäude Anfang des 20. Jahrhunderts

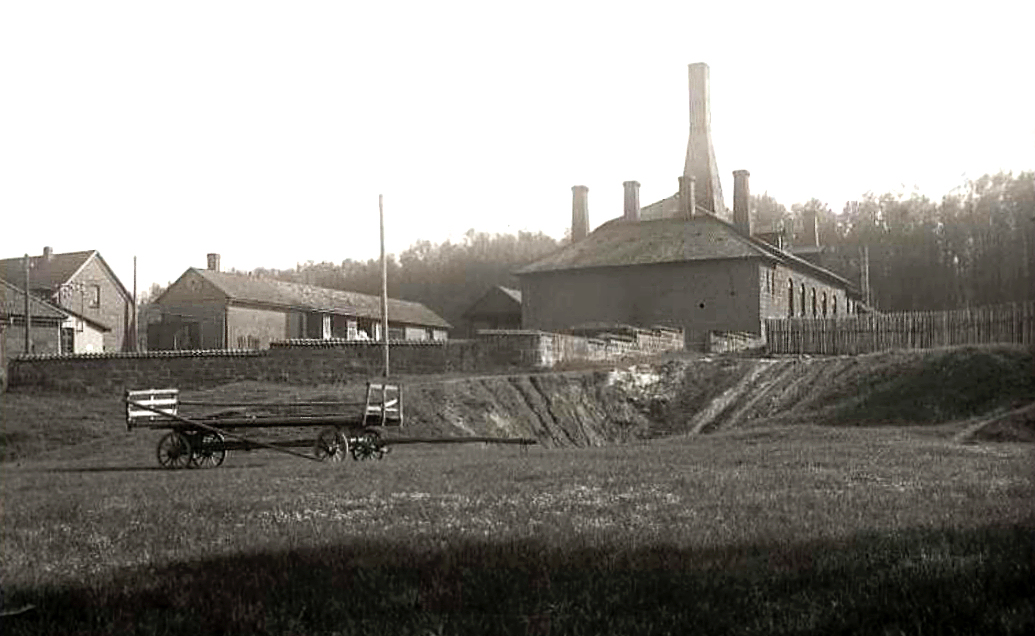
Die „Neue Hütte“ auf dem Gelände, Foto: August Kageler

Die Glashütte entstand am östlichen Rand des Deisters am Weiler Steinkrug, der heute zur Ortschaft Bredenbeck der Gemeinde Wennigsen gehört. Der Ortsname beruht vermutlich auf dort vorhandenen Steinbrüchen und einer ländlichen Gaststätte, einem Krug. Die Glashütte bestand aus zahlreichen Gebäuden, wie Glashütte, Verwaltung, Schleiferei, Rohstofflager.
Weitere Glashütten in der Region bestanden in den damaligen Orten Münder (Süntelgrund und Münder), Osterwald (Lauensteiner Glas), Klein Süntel (Glashütte Klein Süntel), Hemmendorf (Hemmendorfer Dreisch) und Oldendorf (In der Sümpelbreite).

## Rohstoffe
Ausschlaggebend für die Einrichtung der Glashütte war, dass die meisten zur Glasherstellung notwendigen Rohstoffe, wie Holz, Kohle, Quarzsand, in der Nähe vorhanden waren und sich im Familienbesitz der Adelsfamilie Knigge befanden. Als Brennmaterial diente zunächst Holz aus Kniggeschen Waldungen und später Kohle aus dem hauseigenen Kohlestollen im Deister. Der Sand stammte anfangs aus eigenen Steinbrüchen bei Holtensen, später wurde Feinsand aus der Lüneburger Heide verarbeitet. Weitere Rohstoffe, wie Kalk, Pottasche, Salz, Sulfat, kamen aus teilweise aus entfernt liegenden Gebieten, wie Thüringen, dem Harz und dem Bergischen Land. Der Ton für die Glashäfen als Schmelzgefäße kam aus Großalmerode.

## Produkte
In der Glashütte wurde vor allem Hohlglas, wie Wein-, Bier- und Korbflaschen mit einem Volumen von 5 bis 54 Liter produziert. Ein von der chemischen Industrie stark gefragtes Spezialprodukt war ein 50 l Glasballon für Säure mit luftdichtem Verschluss. Aber auch Flachglas für Fensterscheiben wurde hergestellt. Für den Export nach Übersee wurden Glaswaren verschiedenfarbig eingefärbt, wobei Waren für Mittel- und Südamerika mit Cobalt blau wurden und Waren nach Afrika eine braune Tönung erhielten.
Die Glashütte in Steinkrug konnte parallel unterschiedliche Glasqualitäten und Glasfarben herstellen, da sie über zwölf tönerne Hafenöfen verfügte. Auch hatte sich die Hütte gegenüber anderen Industriebetrieben auf mundgeblasenes Glas spezialisiert, was ihr Sonderaufträge einbrachte. Die Produktionsmenge in Steinkrug belief sich beispielsweise um 1870 auf 1,5 Millionen Glaseinheiten innerhalb von zwei Jahren.

## Glashüttenturm

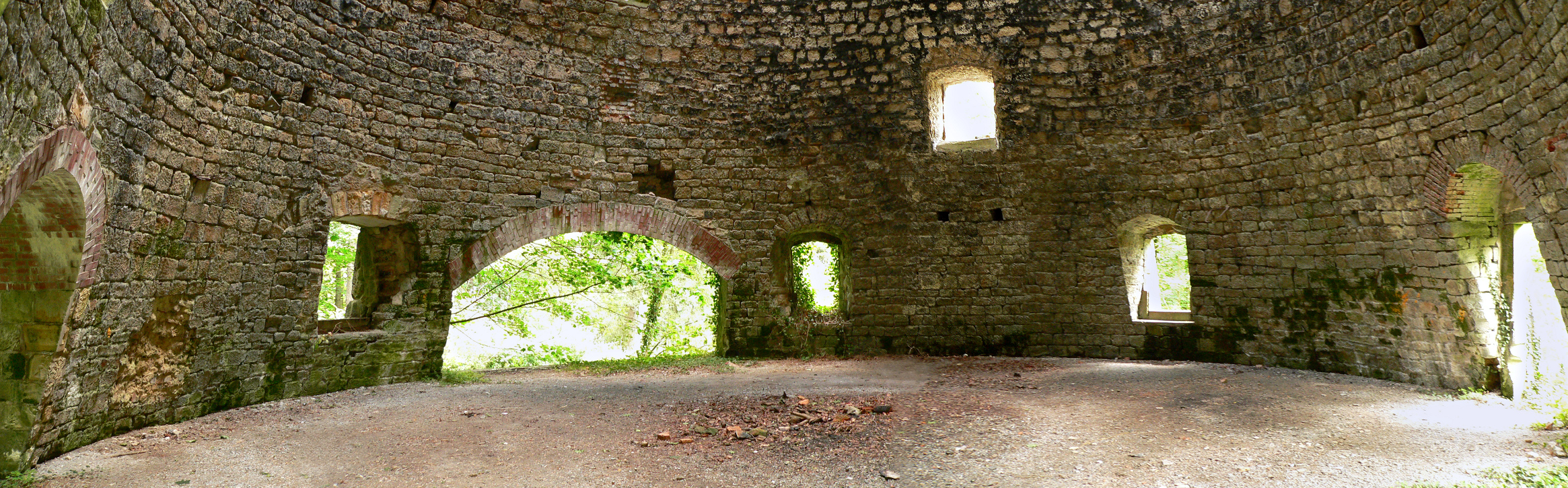
Das Innere des Glashüttenturms

1839 wurde der Glashüttenturm, auch „englischer Turm“ genannt, als 13 m hoher Steinkegel mit einem Durchmesser von etwa 10 m erbaut. Seine behauenen Steine aus Deistersandstein stammen aus Steinbrüchen der Umgebung. Im Zentrum des Steinkegels stand auf dem Boden der Glasschmelzofen, mit dem vorwiegend weißes und grünes Flachglas für Fensterscheiben hergestellt wurde. Die runde Bauweise mit einem unterirdischen Luftkanal und dem Rauchabzug an der Spitze wurde in England erfunden. Sie ermöglichte einen guten Luftzug für die Befeuerung, so dass die benötigte Glasschmelztemperatur von 1.500 Grad schnell erreicht werden konnte. Bei der Neuverpachtung der Glashütte 1842 wurde der Turm als „sehr zweckmäßig eingerichteter englischer Tafelglas-Turm“ beschrieben. Während des Ersten Weltkriegs erlosch der Turm infolge von Kohlemangel, danach wurde er nicht mehr angeheizt.
Bei archäologischen Untersuchungen 1992 wurde festgestellt, dass sich unter dem Turm ursprünglich ein weit älterer Glasofen befand. Der Glashüttenturm ist einer der wenigen noch vorhandenen Exemplare in Europa und der einzige in Natursteinmauerung (Wealdensandstein). In Deutschland hat sich nur ein weiterer Turm (in Ziegelmauerung) in der ehemaligen Glashütte Gernheim erhalten. Zwei Türme der Glashütte Schauenstein im nahe gelegenen Obernkirchen fielen Werkserweiterungen in den 1960er Jahren zum Opfer.

## Glasmacher
Je nach Auftragslage arbeiteten etwa 20 bis 50 Personen in der Glashütte, darunter Glasbläser, Schmelzer, Schleifer. Mitte des 19. Jahrhunderts wird berichtet, dass unter den 50 Hüttenarbeitern an zwei Glasöfen 26 Glasmacher, 10 Feuerschürer und Gemengemacher und 14 meist jugendliche Einträger tätig waren. Weitere 12 Personen waren bei der Glashütte als Handwerker und Tagelöhner angestellt. Auf dem wirtschaftlichen Höhepunkt um 1900 waren bis zu 120 Personen beschäftigt. Die Glasmacher, von denen viele aus dem Lipper Land stammten, lebten in zwei lang gestreckten Arbeiterhäusern an den Betriebsanlagen. Die Bewohner bildeten eine eigene dörfliche Gemeinschaft, in die Fremde kaum Zutritt erhielten, weil das Wissen um die Glasmacherei gehütet wurde. Ab 1866 erhielten die Kinder der Glasmacher in Steinkrug Schulunterricht.

## Entwicklung
Nachdem Freiherr Wilhelm Carl Ernst Knigge 1809 die Grundlage für die Glashütte gelegt hatte, baute Wilhelm-Freiherr Knigge Harkerode (1861–1928) sie weiter aus. Die Hütte wurde jeweils verpachtet und hatte entscheidenden Anteil am wirtschaftlichen Aufschwung von Bredenbeck. Anfangs stellte sie vor allem Hohlglas her.
1859 pachtete der Bremer Fabrikant Caspar Hermann Heye die Glashütte, der bereits mehrere Anlagen dieser Art in der Gegend besaß. Sein Unternehmen, aus dem sich heute Heye International entwickelte, ließ 1864 auf dem Hüttengelände eine „Neue Hütte“ mit einem weiteren Glasofen erbauen, der in einem langen Steingebäude mit Rundbogenfenstern untergebracht war. Expansionsgrund war der gestiegene Bedarf an Glasgefäßen durch die chemische Industrie Mitte des 19. Jahrhunderts.
Anfang des 20. Jahrhunderts wurde der Betrieb allmählich automatisiert. Maschinen ersetzten Glasbläser und die Ofenfeuerung wurde von Kohle auf Gas umgestellt. Nach dem Ersten Weltkrieg betrug die Belegschaft 55 Personen. Der Mangel an günstigen Rohstoffen aus der Umgebung bewirkte bald eine rückläufige Konkurrenzfähigkeit. Hinzu kamen hohe Transportkosten, da der An- und Abtransport von Rohmaterial wie Endprodukt über den etwa 2 km entfernten Bahnhof in Bennigsen mit Pferdefuhrwerken erfolgen musste.
1928 schloss das Unternehmen Heye die Hütte wegen mangelnder Rentabilität. Danach wandelte Freiherr von Knigge als Besitzer des Geländes die Baulichkeiten in ein Sägewerk um. Heute wird ein Teil der Gebäude auf dem ehemaligen Hüttengelände als Wohnhäuser genutzt. Mehrere erhaltende Gebäude der Glashütte bilden heute ein denkmalgeschütztes Ensemble, wozu der Rauchgaskegel von 1839, das Gebäude der „Neuen Hütte“ von 1864, das alte Laborgebäude und das ehemalige Direktorenhaus gehören. Nach Angaben der Besitzerfamilie Knigge seien das Laborgebäude und das Direktorenhaus nach langem Leerstand baufällig.

## Fotoansichten des Ensembles

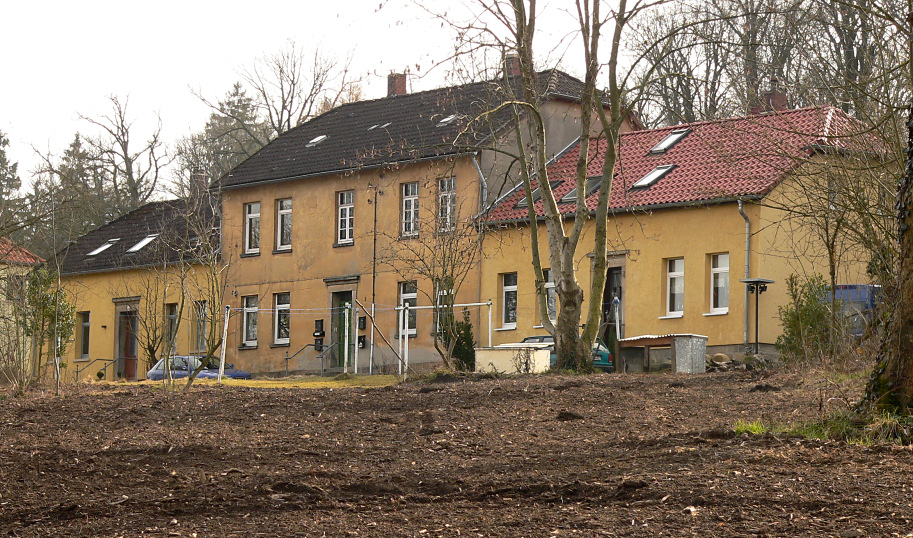
Arbeiterhäuser der Glashütte
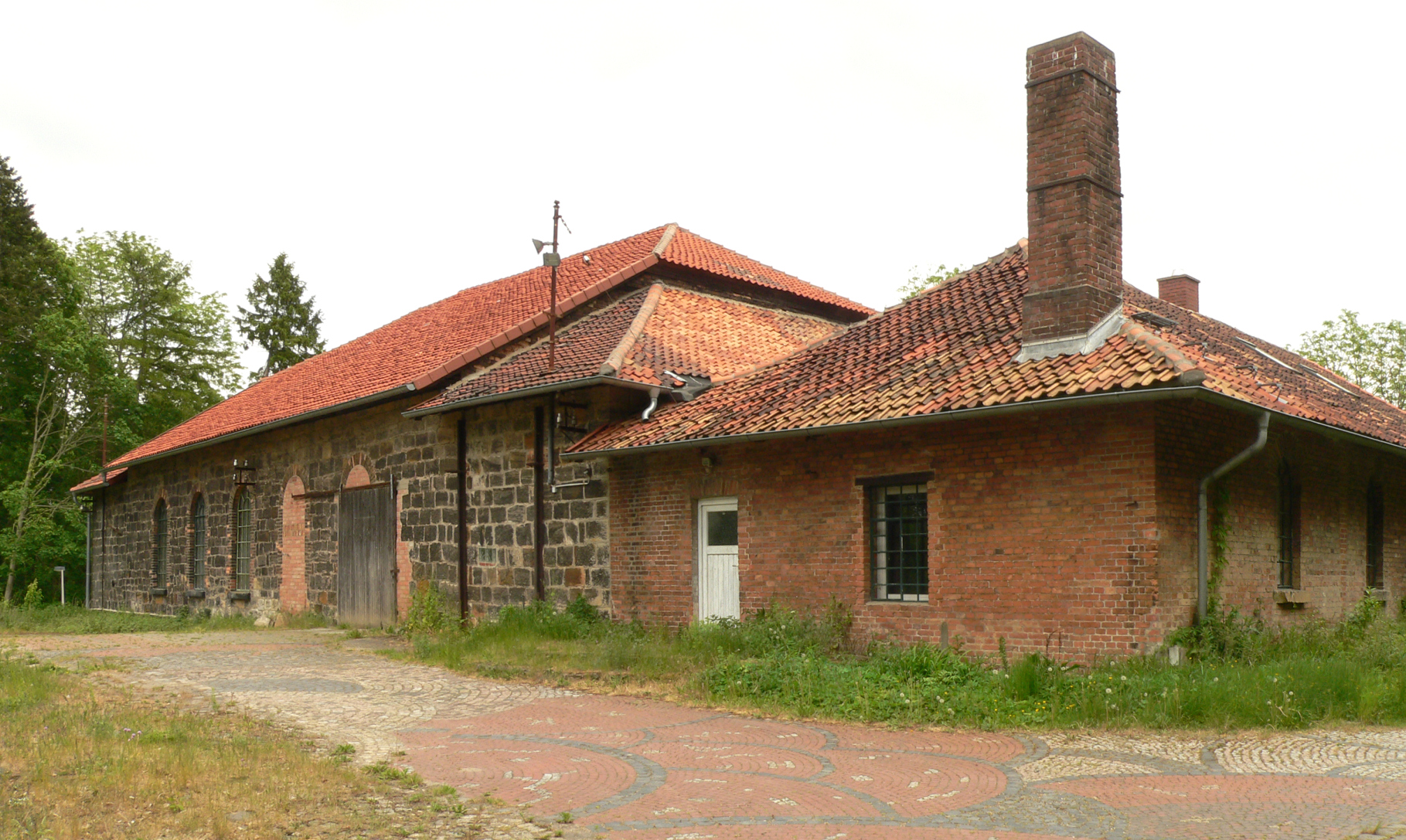
Die Neue Hütte von 1864 mit Rundbogenfenstern
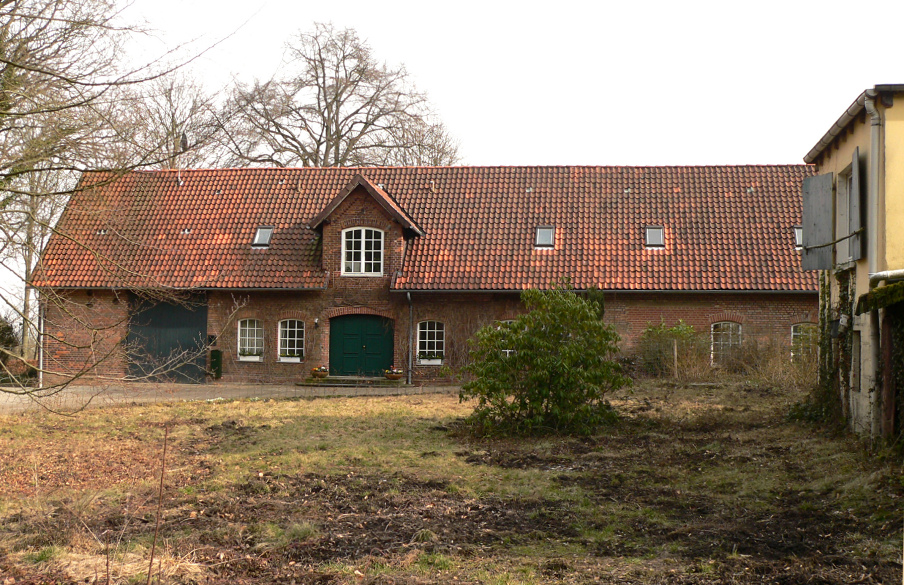
Ehemaliges Wirtschaftsgebäude auf dem Gelände
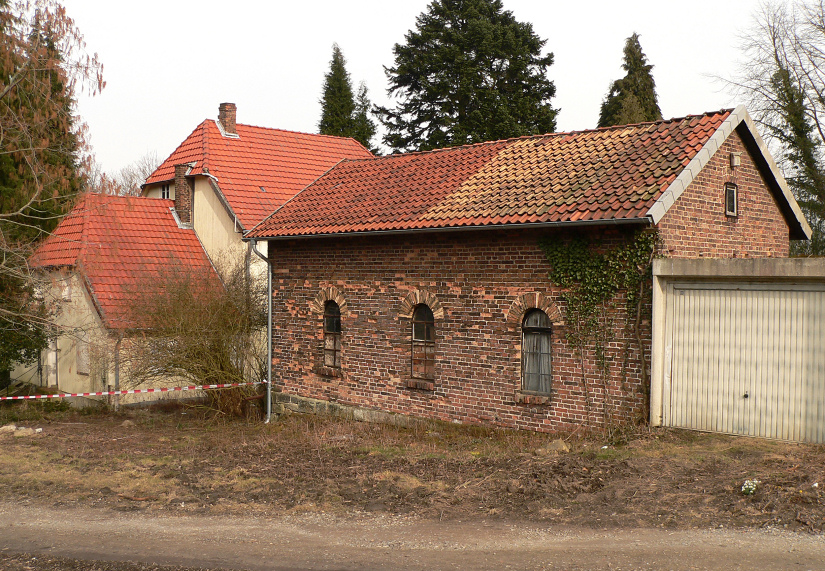
Altes Schulgebäude der Hütte
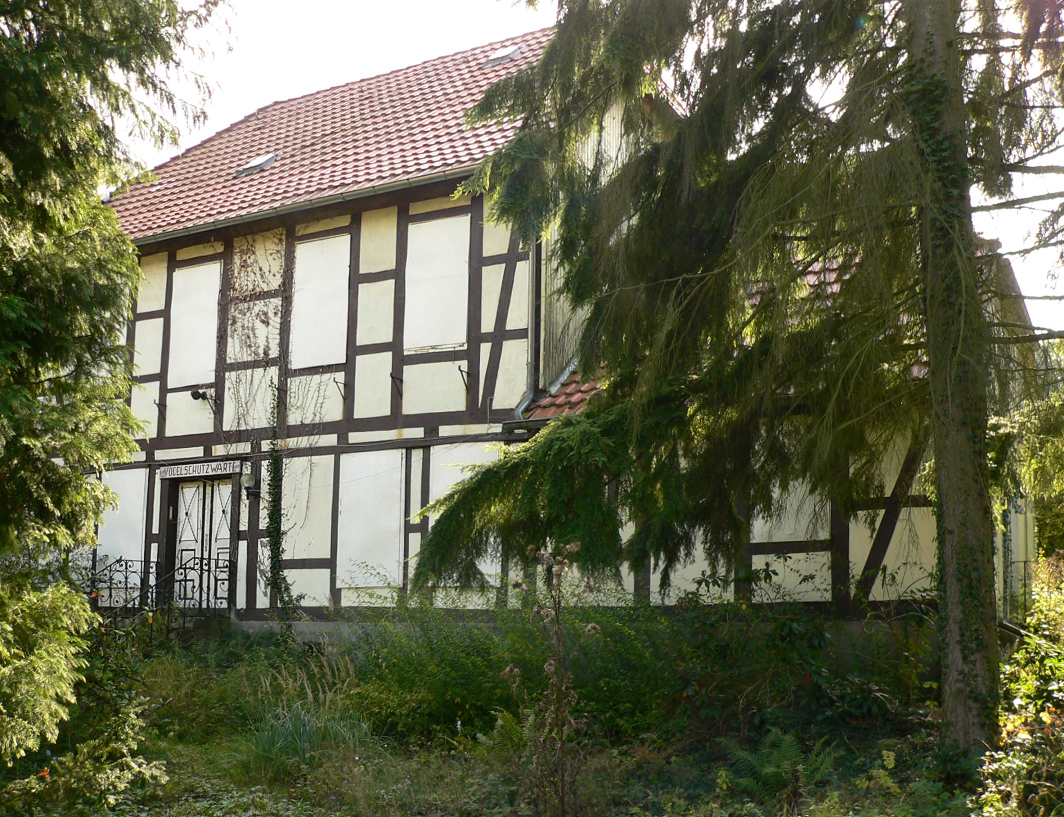
Ehemaliges Direktorenwohnhaus, zeitweilig Vogelschutzwarte
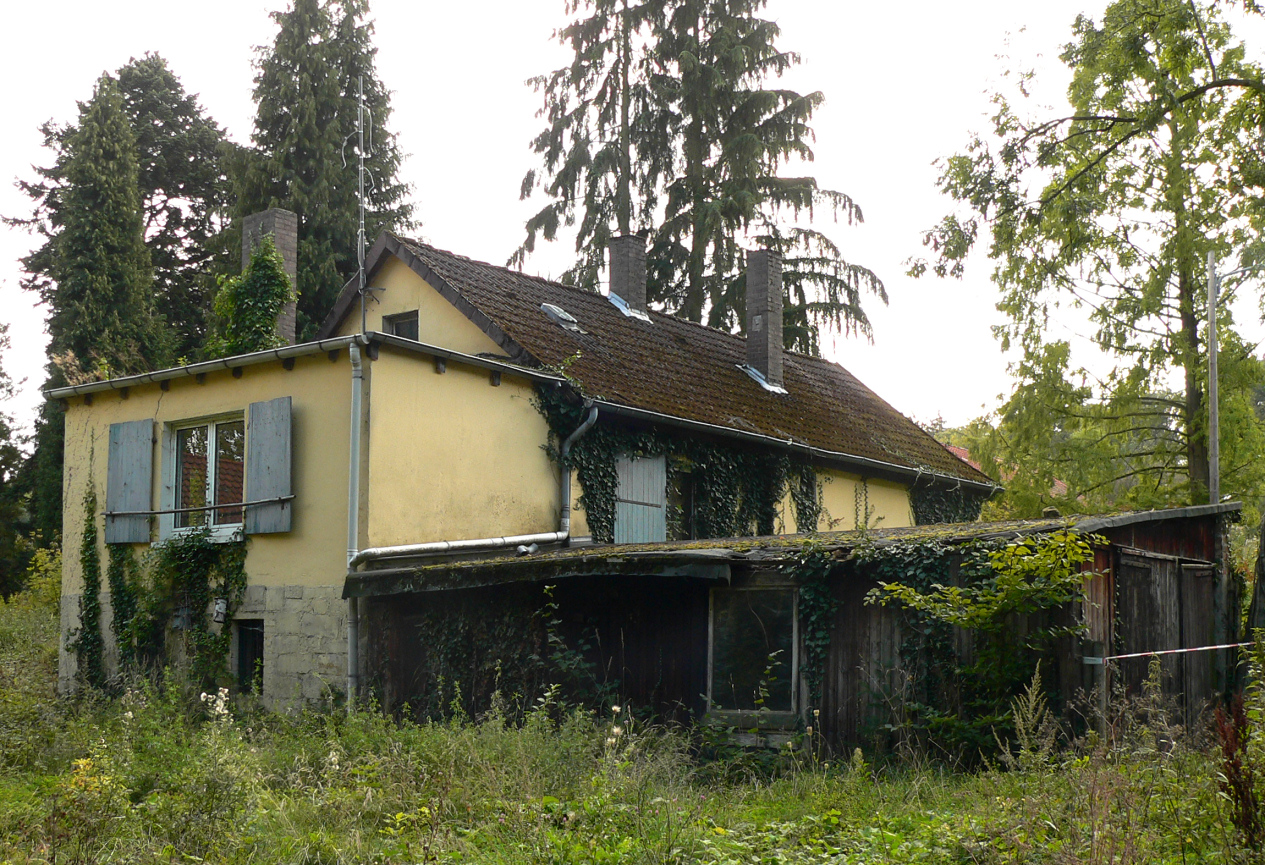
Altes Labor, später Wohnhaus
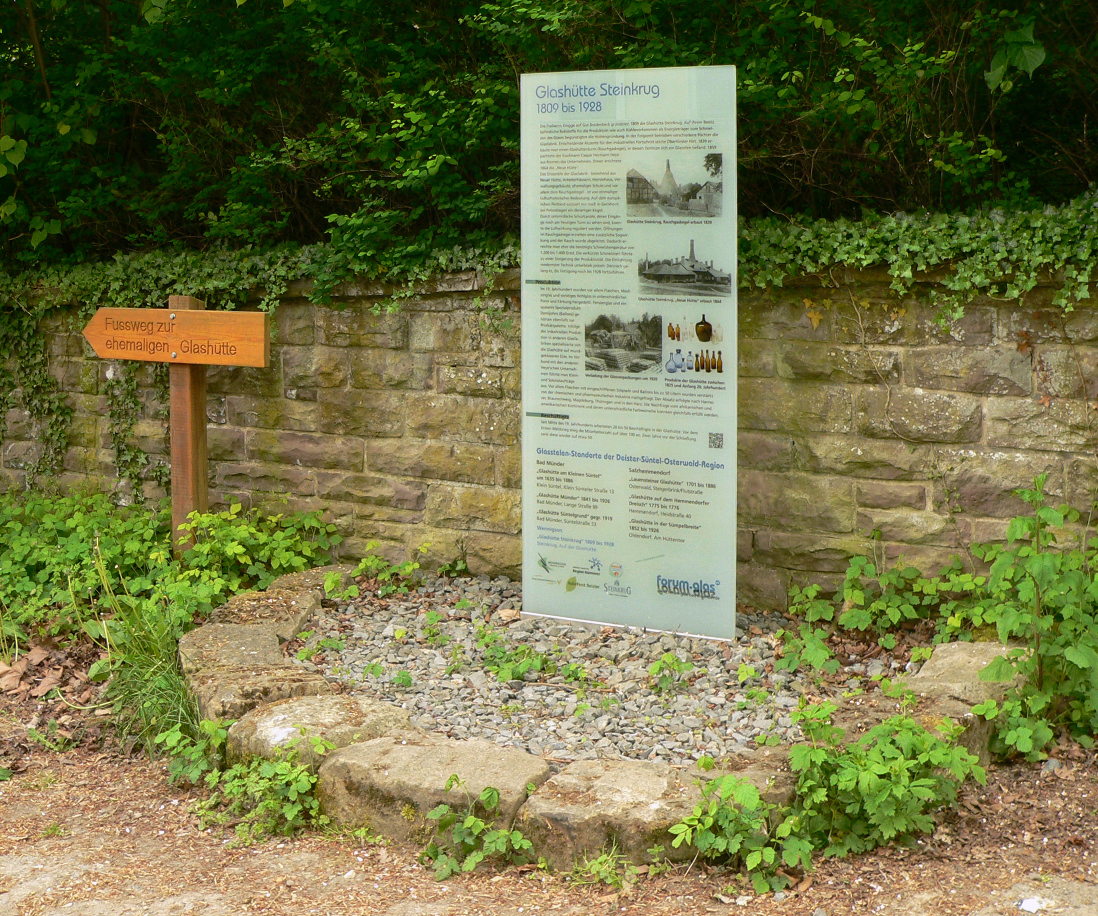
Informationstafel als Glasstele unterhalb der Glashütte